# All The Tragedy Money Can Buy
All The Tragedy Money Can Buy es un CD lanzado por el sello Tragic Hero Records. El álbum incluye canciones de diferentes bandas que firmaron con el sello Tragic Hero Records.

## Lista de canciones
1. Goodbye, Goodnight, For Good (Alesana)
2. After Class With Mrs. Brown (Scapegoat)
3. Kiss Me, Kill Me (Mest)
4. Beautiful In Blue (Alesana)
5. White Chapel (Scapegoat)
6. Show Me Your Wings (Remember Eden)
7. Welcome To The Academy (Your name in vain)
8. Apology (Alesana)

## Artistas
- Alesana
- Scapegoat
- Mest
- Remember Eden
- Your name in vain